# Coluche

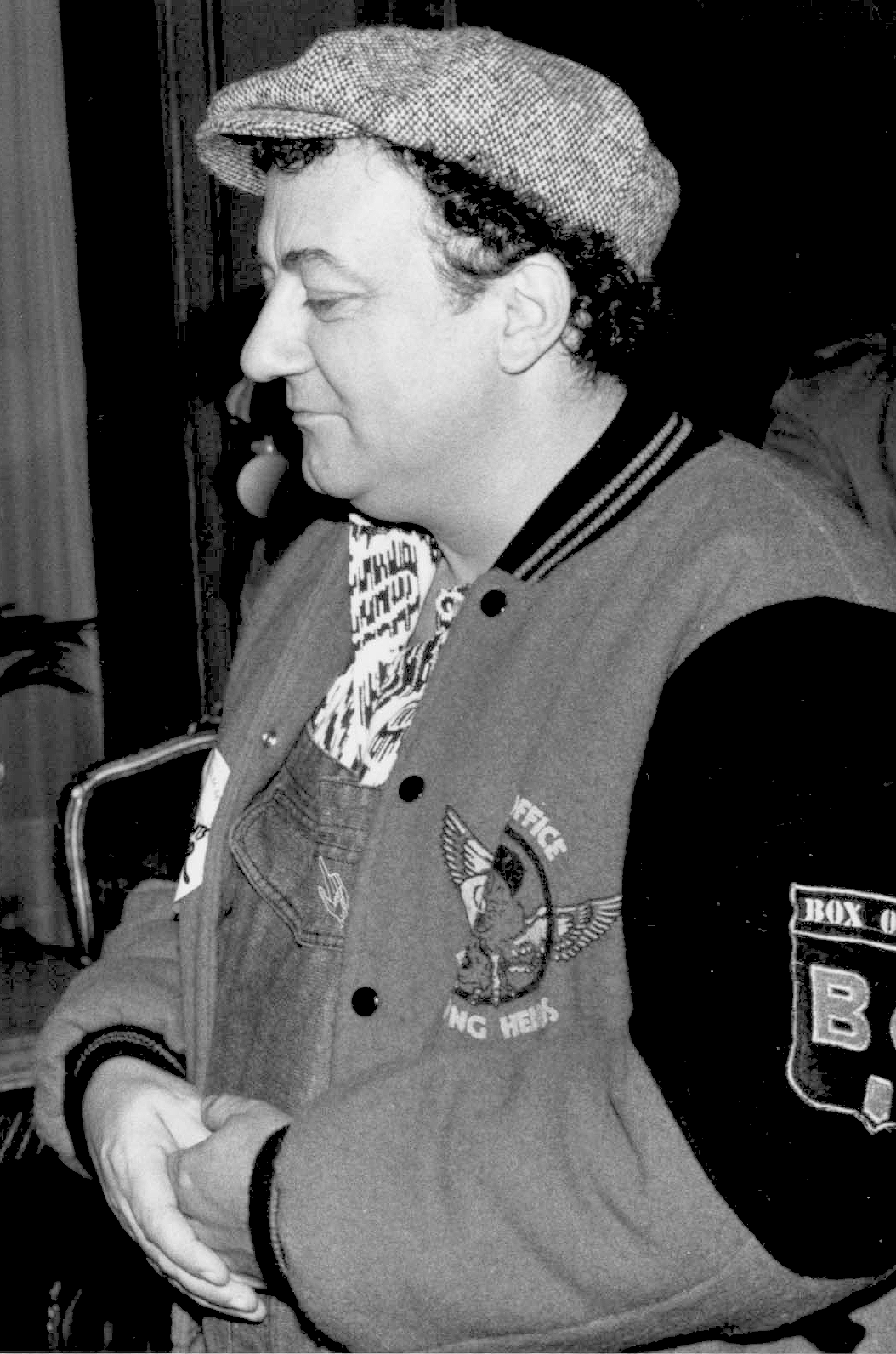
Coluche 1985

Unterschrift von Coluche

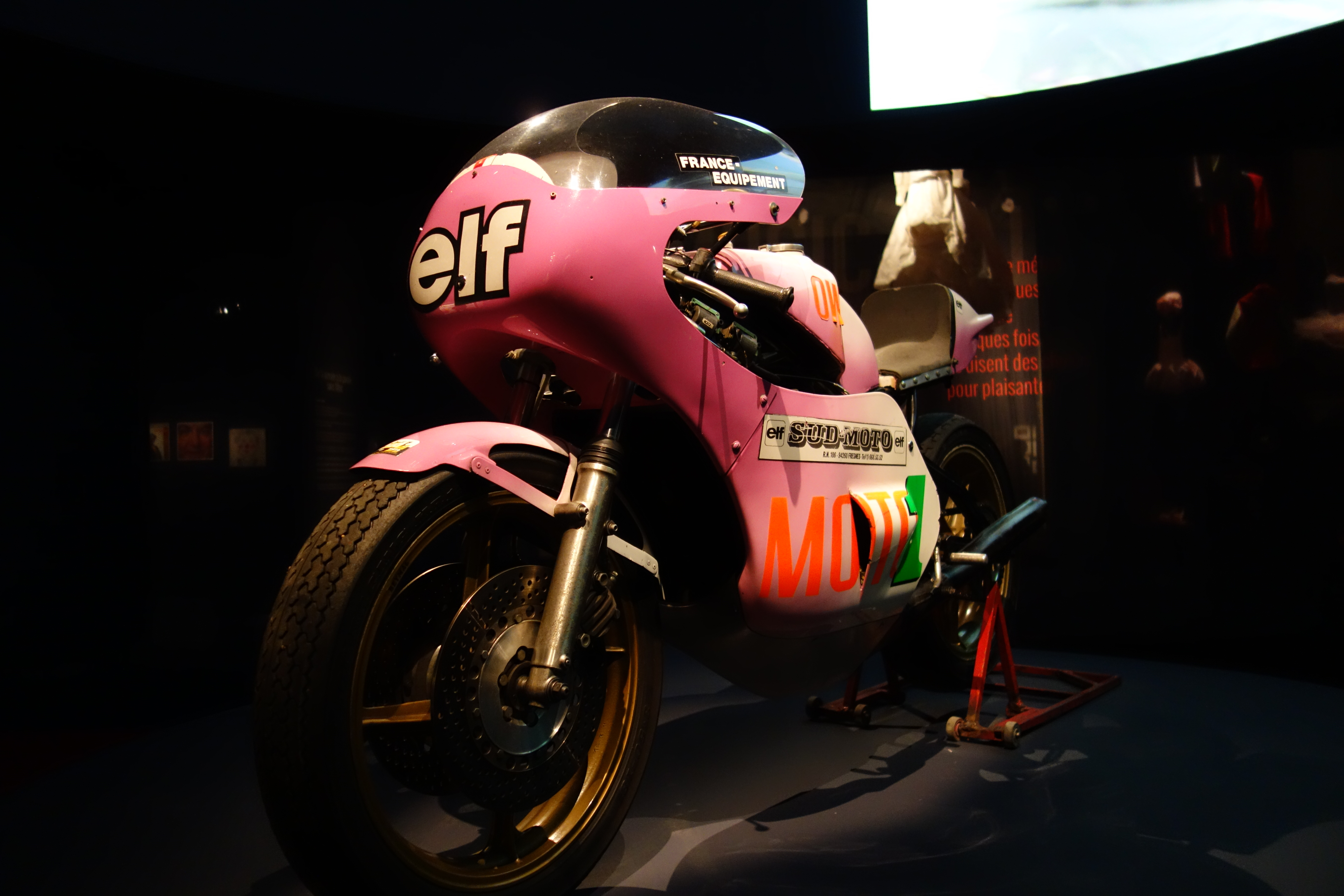
Coluches Yamaha TZ 750 D OW31, mit der er 1985 einen Geschwindigkeitsweltrekord aufstellte

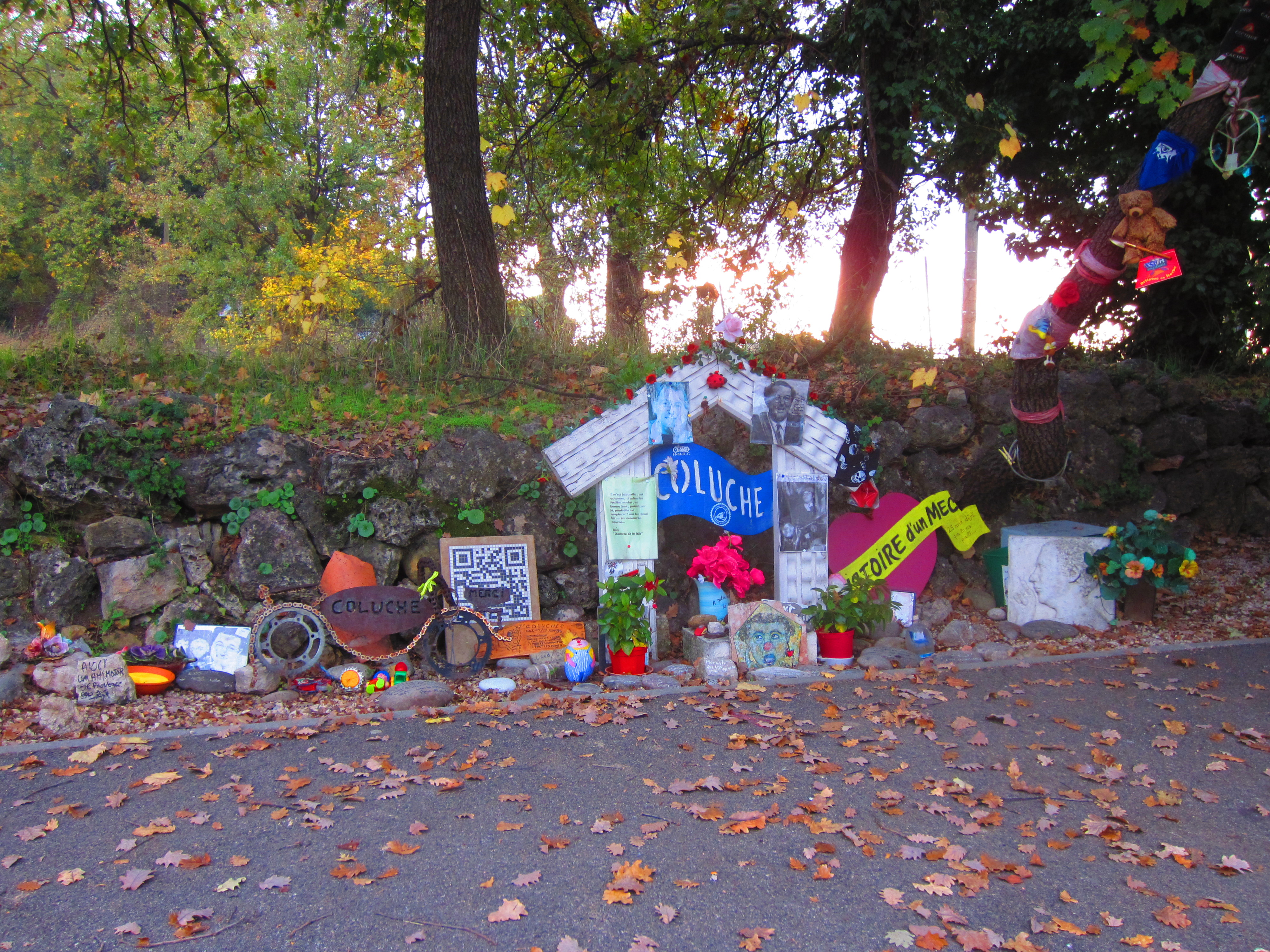
Gedenkstätte nahe der Unfallstelle im Dezember 2011

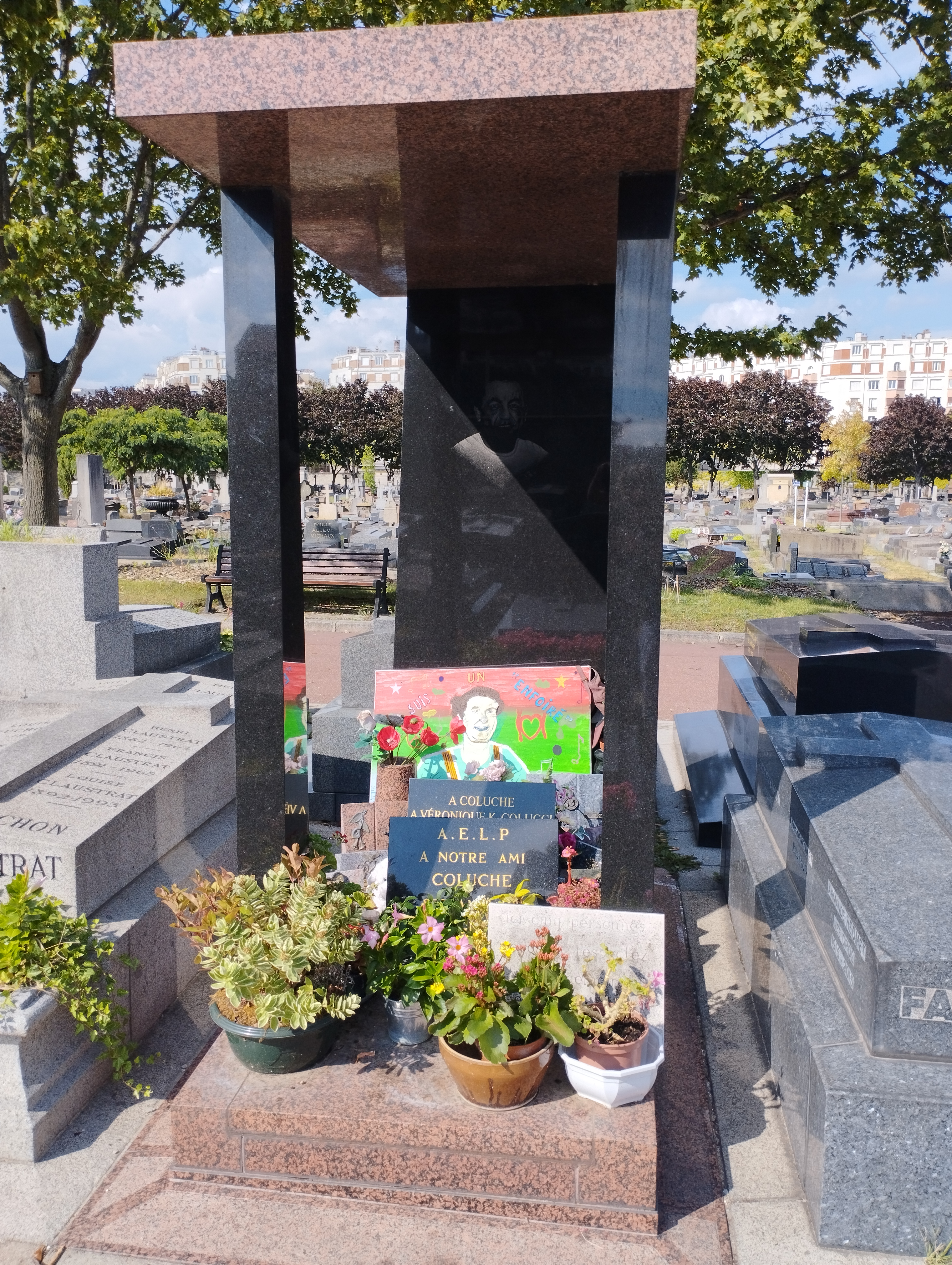
Coluches und Véronique Coluccis Grabstätte auf dem Friedhof von Montrouge im August 2022

Coluche (* 28. Oktober 1944 als Michel Gérard Joseph Colucci in Paris; † 19. Juni 1986 in Opio bei Grasse) war ein französischer Humorist, Filmschauspieler, Komödiant und Autor.

## Leben
Coluche ist der Sohn der französischen Floristin Simone Bouyer (1920–1994) und des italienischen Malers Onorio Colucci (1916–1947) und wuchs in Montrouge nahe Paris auf. Er hat eine Schwester, Danièle (* 1942), die mit dem mit Coluche befreundeten französischen Rallyefahrer René Metge (1941–2024) verheiratet war. Coluche und seine Schwester wuchsen ab seinem dritten Lebensjahr und nach dem Tod des Vaters allein bei der Mutter auf.
Nach dem Erwerb des Certificat d'études primaires (Grundschulzeugnis) hatte er Gelegenheitsjobs unter anderem als Telegrafist, Keramiker, Kellner, Bote, Fotografengehilfe, Apothekergehilfe, Verkäufergehilfe und Floristengehilfe. Während dieser Zeit steigerte sich sein Interesse für Musik und zu seinem 21. Geburtstag kaufte Coluche beim damals führenden Importeur von Gibson-Gitarren im Paul Beuscher Rive Gauche , La Librairie Musicale de Paris eine Gitarre, ohne jedoch überhaupt Gitarrenkenntnisse zu haben. Später verschob sich sein Interesse zur Schauspielerei und zum Motorsport.
Er begann als Florist zu arbeiten und wurde 1964 im Alter von 20 Jahren im Rahmen der damals noch geltenden Wehrpflicht zum 60e régiment d'infanterie eingezogen. Nach dem Ende seiner Dienstzeit arbeitete er kurze Zeit als Florist im Geschäft seiner Mutter. Er widmete sich danach wieder der Musik und gründete unter anderem die Les Craignos Boboys. Später trat er in Pariser Cabarets wie unter anderem dem Chez Bernadette, La Galerie 55, Le Port du Salut oder dem La Vieille Grille auf. Zu dieser Zeit lernte er Georges Moustaki kennen, der ihn fortan finanziell unterstützte und bei dem er wohnen konnte. Anschließend arbeitete er im La Methode als Barkeeper. Coluche war zu dieser Zeit ebenfalls an Dreharbeiten zu verschiedenen französischen Fernsehserien beteiligt und trat in Radio- und TV-Werbespots auf.
Er war seit seiner Eröffnung am 12. Juni 1969 durch Romain Bouteille Mitbegründer und zusammen mit Sotha und Patrick Dewaere, Miou-Miou, Henri Guybet, Georges Moustaki, Raymond Devos, Jean Ferrat, Jacques Brel, Anne Sylvestre, Leny Escudero, Pierre Perret, Jean Yanne, Julien Clerc und Jean Rochefort Dauergast im Pariser Cafétheater Café de la Gare. Coluche gründete 1971 dann selbst eine Theatergruppe unter dem Namen Le Vrai Chic parisien (ursprünglich Au vérité chic parisien – Théâtre vulgare). Zu dieser Zeit lernte er Véronique Kantor (1948–2018) kennen, die ebenfalls Teil von Le Vrai Chic parisien war und mit der er vom 16. Oktober 1975 bis zum 3. Dezember 1981 verheiratet war und zwei Söhne, Romain (* 1972) und Marius (* 1976), hatte. Ab Anfang der 1970er Jahre trat er solo im Fernsehen sowie in verschiedenen Cabarets, Varietés und Theatern auf. Im Jahr 1975 hatte er eine Show im Olympia und begann später im selben Jahr eine erste Tournee durch Frankreich. Im Jahr 1976 inszenierte Coluche das Theaterstück Ginette Lacaze für das Élysée Montmartre und drehte 1977 den Film Vous n'aurez pas l'Alsace et la Lorraine, bei dem er Regie führte und selbst mitspielte. Neben seiner Karriere als Komiker war er ab dieser Zeit in mehreren Filmkomödien zu sehen.
Bekannt wurde Coluche durch Filme wie Brust oder Keule mit Louis de Funès, wo er den Sohn Gérard spielte. Für seine Darstellung des Lambert in Claude Berris Film Am Rande der Nacht erhielt er 1984 den César als bester männlicher Hauptdarsteller.
Coluche äußerte in einem Interview am 27. März 1980 in der Le Monde, dass er wahrscheinlich bei der Präsidentschaftswahl in Frankreich 1981 kandidieren werde, allerdings als ungültiger Kandidat, um Nichtwähler zum Wählen zu bewegen. Sein Hauptargument werde sein, nicht gewählt zu werden. Am 20. Oktober 1980 gab er seine Kandidatur in einer Pressemitteilung bekannt und am 30. Oktober 1980 lud er zu einer Pressekonferenz ins Théâtre du Gymnase Marie Bell, in der er nochmals seine Kandidatur bekannt gab, um gegen die politischen Zustände im Land zu protestieren. Sein Wahlkampfslogan war: „Bisher war Frankreich zweigeteilt, bei mir wird es viergeteilt!“ In Umfragen erhielt er bis zu 16 % der Befragtenstimmen und wurde von zahlreichen Intellektuellen unterstützt. Nachdem François Mitterrand Coluche als potenzielle Bedrohung bezeichnete, Coluche laut eigener Aussage unter anderem von zwei führenden Köpfen der Sozialistischen Partei davon abgehalten wurde, weiterhin an seiner Kandidatur festzuhalten, einem tödlichen Attentat auf seinen Manager René Gorlin sowie einem Drohbrief an Coluche mit der Überschrift „Dernier Avertissement“ („Letzte Warnung“) beendete er am 16. März 1981 seine Kandidatur: „Ich bevorzuge, dass meine Kandidatur aufhört, weil sie anfängt, mich zu irritieren.“
Im September 1985 gründete er die Initiative Les Restos du Cœur (deutsch: „Die Restaurants des Herzens“), eine Art Suppenküchen, die nach seinem Tod von seiner ehemaligen Ehefrau Véronique weiterbetrieben wurden und noch heute betrieben werden.
Coluche begeisterte sich für Motorsport und insbesondere für den Motorradsport. Im Jahr 1985 nahm er an der Rallye Paris–Dakar teil. Am 19. September 1985 stellte er mit einer Yamaha TZ 750 D OW31 auf der Teststrecke von Nardò mit durchschnittlich 252,087 km/h einen neuen Geschwindigkeitsweltrekord auf der Kilometerstrecke auf.

## Tod
Im Juni 1986 starb Coluche im Alter von 41 Jahren in Südfrankreich durch einen Genickbruch. Er war mit einer Honda VF 1100 C auf einer Landstraße unterwegs, begleitet von zwei Bekannten, die auf Motorrädern hinter ihm fuhren. Auf gerader Strecke zwischen zwei Kurven kam ihm ein Lkw entgegen. Der mit Schutt beladene 38-Tonner begann plötzlich nach links in die Einfahrt einer Mülldeponie abzubiegen und schnitt dem Motorrad damit den Weg ab. Coluche prallte mit dem Kopf gegen den Lkw und starb sofort. Wie die polizeiliche Ermittlung ergab, war Coluche, entgegen den Aussagen des Lkw-Fahrers, nur mit etwa 60 km/h gefahren, deutlich unterhalb der auf dieser Strecke zulässigen 90 km/h. Er hatte aber seinen Helm nicht getragen, sondern ihn am Lenker aufgehängt. Um den Lkw-Fahrer entspannen sich verschiedene Attentatstheorien, nach denen er vom Staat, der Agrar- oder Lebensmittelindustrie beauftragt gewesen sein soll, den politischen Unruhestifter Coluche zu ermorden. Die Vorgänge wurden in dem 2006 veröffentlichten Buch Coluche, l'accident erneut thematisiert und untersucht. Coluche wurde auf dem Gemeindefriedhof von Montrouge in der Banlieue Parisienne beigesetzt. Seine Ehefrau Véronique wurde 2018 zu ihm gebettet.

## Ehrungen
Zwei Jahre nach Coluches Tod brachte der mit ihm befreundete Liedermacher Renaud das Album Putain de camion heraus. Der Titel bedeutet sinngemäß „Verdammter Lkw“ und bezieht sich auf Coluches tödlichen Verkehrsunfall.
In Frankreich wurden mehr als 50 Straßen und Plätze sowie zehn Schulen (Stand 2015) und etwa 30 weitere öffentliche Einrichtungen nach Coluche benannt. Im Juni 2006 jährte sich Coluches Todestag zum zwanzigsten Mal. Dies nahmen der Pariser Oberbürgermeister Bertrand Delanoë und die Bezirksbürgermeister des 13. und 14. Arrondissements zum Anlass, den Künstler durch die Einweihung eines Platzes an der Kreuzung der Straßen Rue d’Alésia und Rue de Tolbiac zu ehren. Der nach Coluccis Künstlernamen Place Coluche benannte Platz liegt unweit des Parc Montsouris und der Rue Gazan, in der er bis 1981 gewohnt hatte.
Nach Coluche wurden eine Rosensorte, der im Jahr 2004 entdeckte Hauptgürtel-Asteroid (170906) Coluche und 2017 der Ammonit Loyezia coluccii benannt.
30 Jahre nach seinem Tod wurde Coluche mit einer Ausstellung im Rathaus von Paris gewürdigt. Sie wurde am 6. Oktober 2016 eröffnet und zog bis zum Jahresende mehr als 70.000 Besucher an. Nach dem geplanten Ende am 7. Januar 2017 wurde sie noch um eine Woche verlängert.

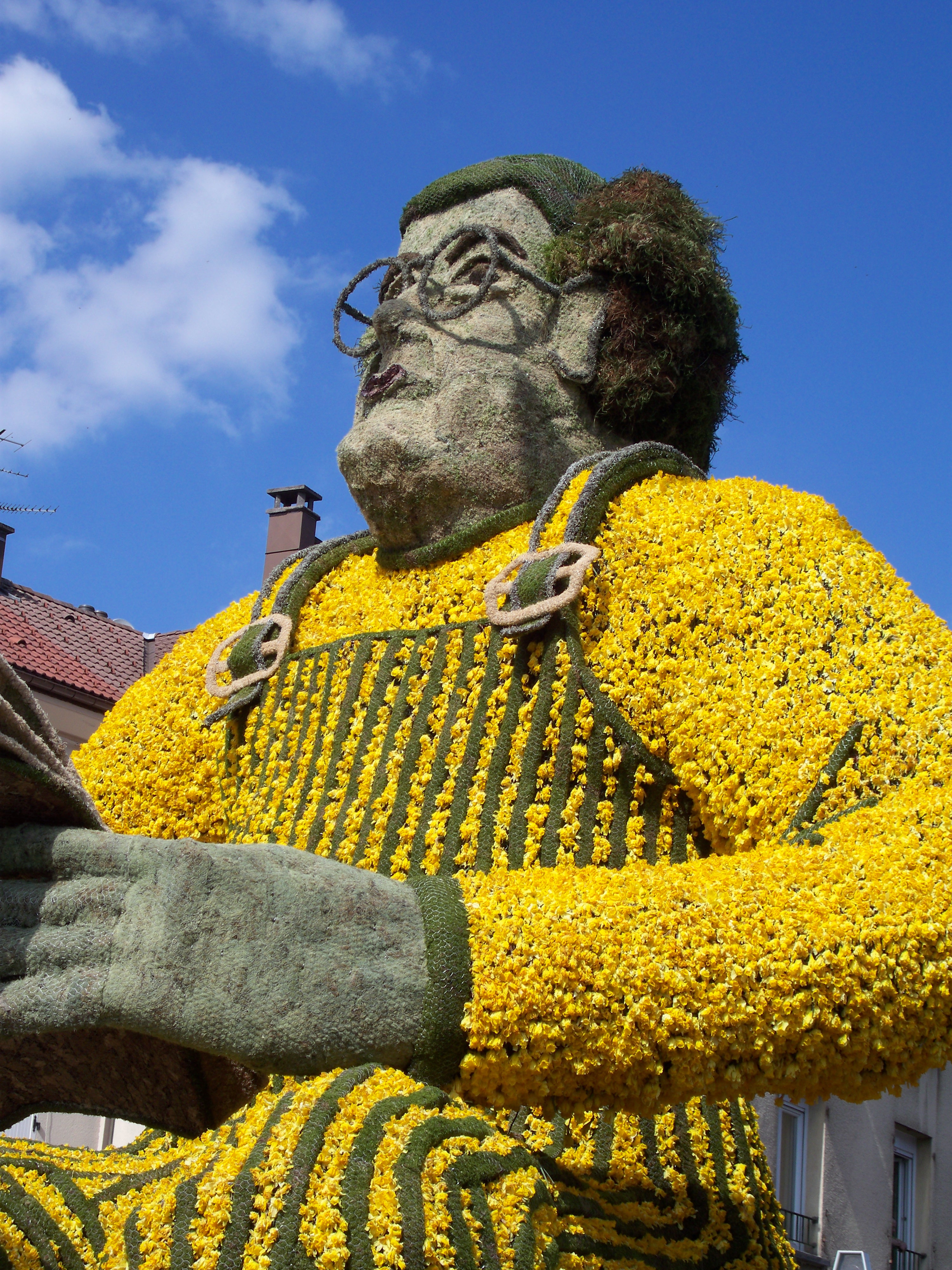
Skulptur aus Narzissen zur Darstellung von Coluche, am Narzissenfest 2011 in Gérardmer
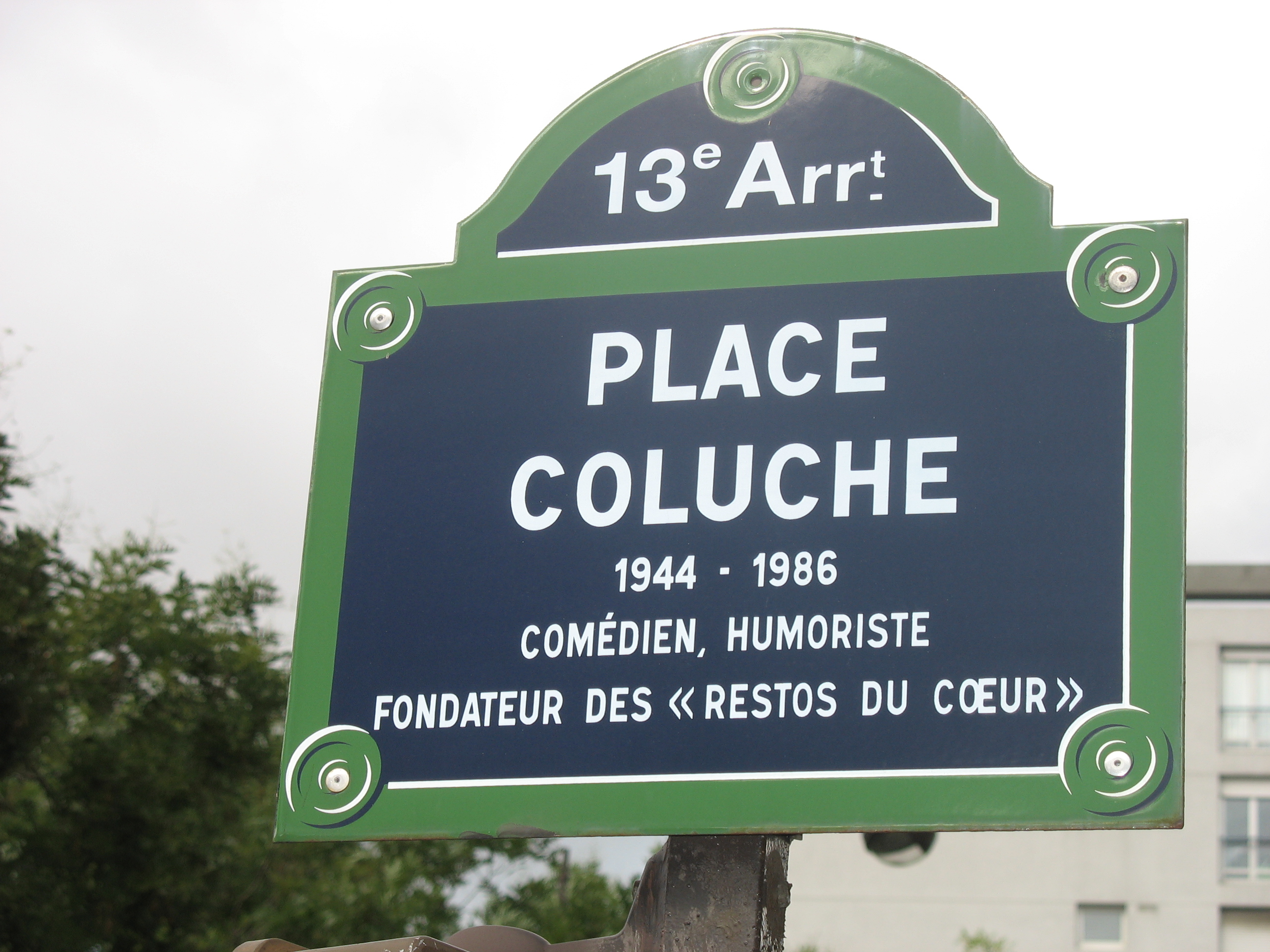
Schild an der Place Coluche in Paris
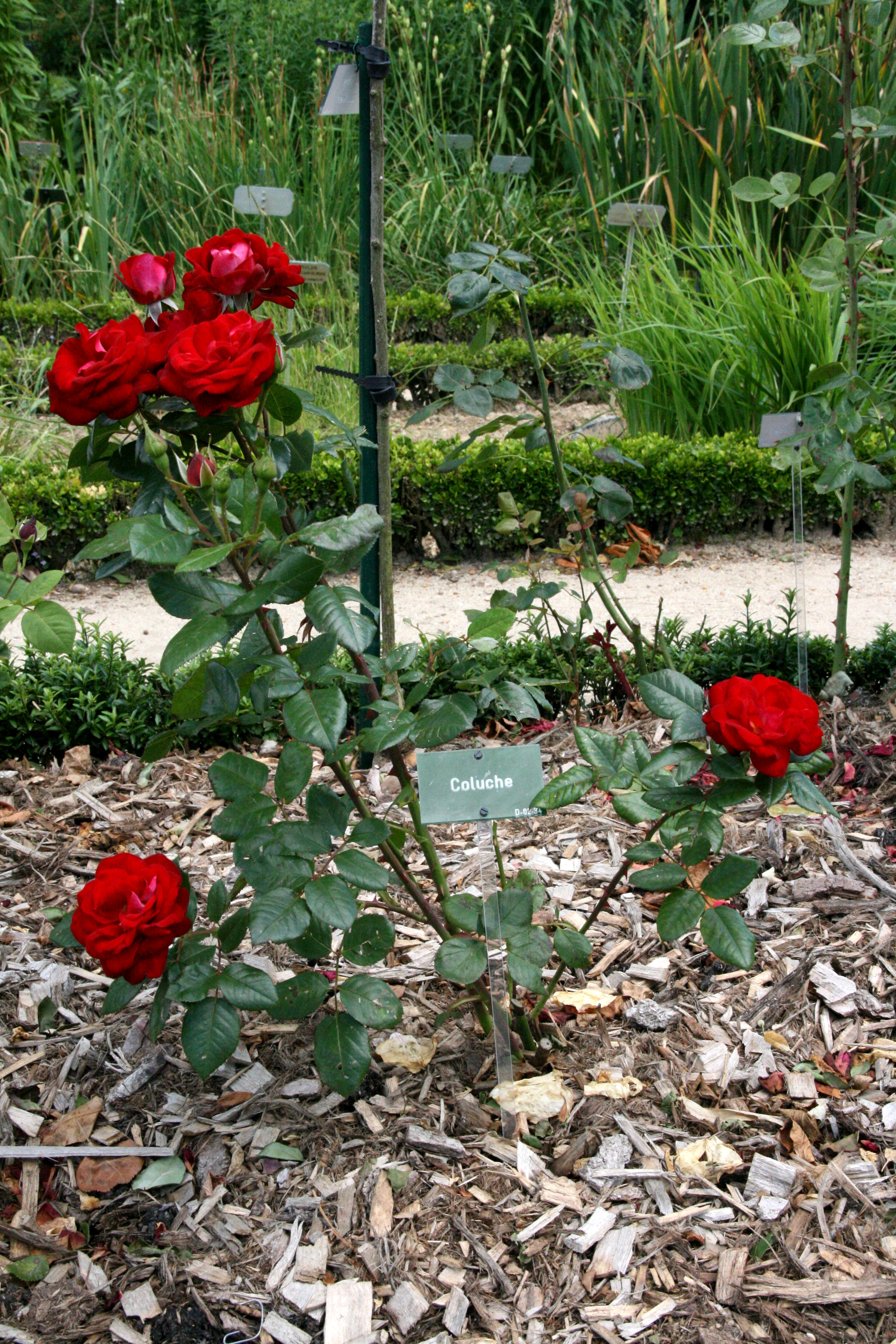
Rosensorte 'Coluche'

## Filmografie (Auswahl)
- 1970: Eselshaut (Peau d’âne)
- 1971: Der große Coup des Kommissars (Laisser aller… c’est une valse)
- 1973: Durch Paris mit Ach und Krach (Elle court, elle court la banlieue)
- 1973: Das Jahr Null Eins (L’an 01)
- 1973: Themroc
- 1973: Die tollen Charlots – Wo die grünen Nudeln fliegen (Le grand bazar)
- 1976: Brust oder Keule (L’aile ou la cuisse)
- 1980: Inspektor Loulou – Die Knallschote vom Dienst (Inspecteur la Bavure)
- 1981: Le maître d’école
- 1982: Die verrücktesten 90 Minuten vor Christi Geburt (Deux heures moins le quart avant Jésus-Christ)
- 1983: Ticket ins Chaos (Banzai)
- 1983: Die Frau meines Kumpels (La femme de mon pote)
- 1983: Am Rande der Nacht (Tchao pantin)
- 1984: Der dicke König Dagobert (Le bon roi Dagobert)

## Auszeichnungen für Musikverkäufe
| Goldene Schallplatte - Frankreich - 1989: für das Album Ses Plus Grands … - 1989: für das Album Pour Le Meilleur Et Pour Le Rire - 1991: für das Album Ses Meilleurs Moments Sur RFM - 1996: für das Album Les Irrésistibles 2× Goldene Schallplatte - Frankreich - 1989: für das Album Enfoirés Excusez-Nous - 1989: für das Album Enregistrement Public Volume 1 - 1989: für das Album Enregistrement Public Volume 2 - 1989: für das Album Enregistrement Public Volume 3 - 1989: für das Album Le Triomphe De Coluche Au Gymnase - 1991: für das Album Les Inoubliables De Coluche | Platin-Schallplatte - Frankreich - 1981: für das Album Mes Adieux Au Music-Hall - 1989: für das Album Adieu Me Revoilà 2× Platin-Schallplatte - Frankreich - 1989: für das Album Coluche - 1989: für das Album Les Interdits - 1989: für das Album Mimi 86 |

| Land/RegionAuszeichnungen für Musikverkäufe (Land/Region, Auszeichnungen, Verkäufe, Quellen) | Gold       | Platin     | Verkäufe  | Quellen                     |
| -------------------------------------------------------------------------------------------- | ---------- | ---------- | --------- | --------------------------- |
| Frankreich (SNEP)                                                                            | 16× Gold16 | 8× Platin8 | 4.100.000 | infodisc.fr snepmusique.com |
| Insgesamt                                                                                    | 16× Gold16 | 8× Platin8 |           |                             |